# Виноградівка (Хмельницький район)
Виногра́дівка — село в Україні, у Розсошанській сільській територіальній громаді Хмельницького району Хмельницької області. Населення становить 591 осіб.

## Історія
За час свого існування село змінило декілька назв  Kager (1630–1650), Kazimirek (1784), Kazimirok, Kazimierok (1789), Казимировка (1855), Казимирок (1893),  Виноградівка (1946), Виноградовка (1956). Колишня назва ймовірно походить від імені поміщиків Казимирів.
Мало привілей на місто, про що свідчить документ від 1744 року. Було власністью Дульських, потім Поморських, Нагорецьких.
У к.ХІХ ст. село Казімірек, Проскуровського повіту, Шаравської волості, власність Владислава Біскупського. Мало 468 жителів, православну церкву, філіальну від парафії у Баламутівці. Римо-католицька парафія знаходилась у с. Михалківці.При поміщику Біскупському біля села було розбито парк, який тепер має назву Виноградівський.

## Галерея

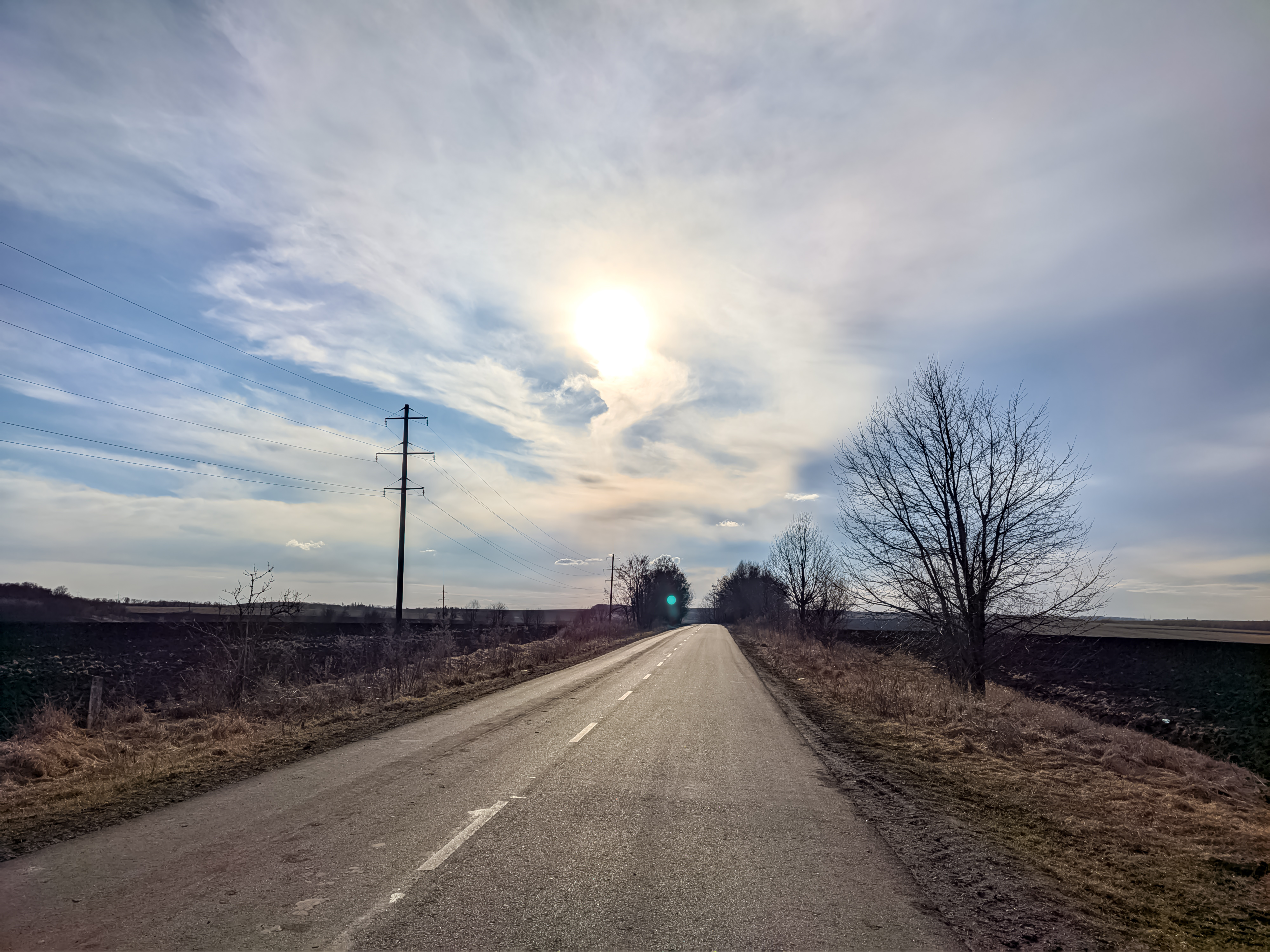
Дорога на Виноградівку
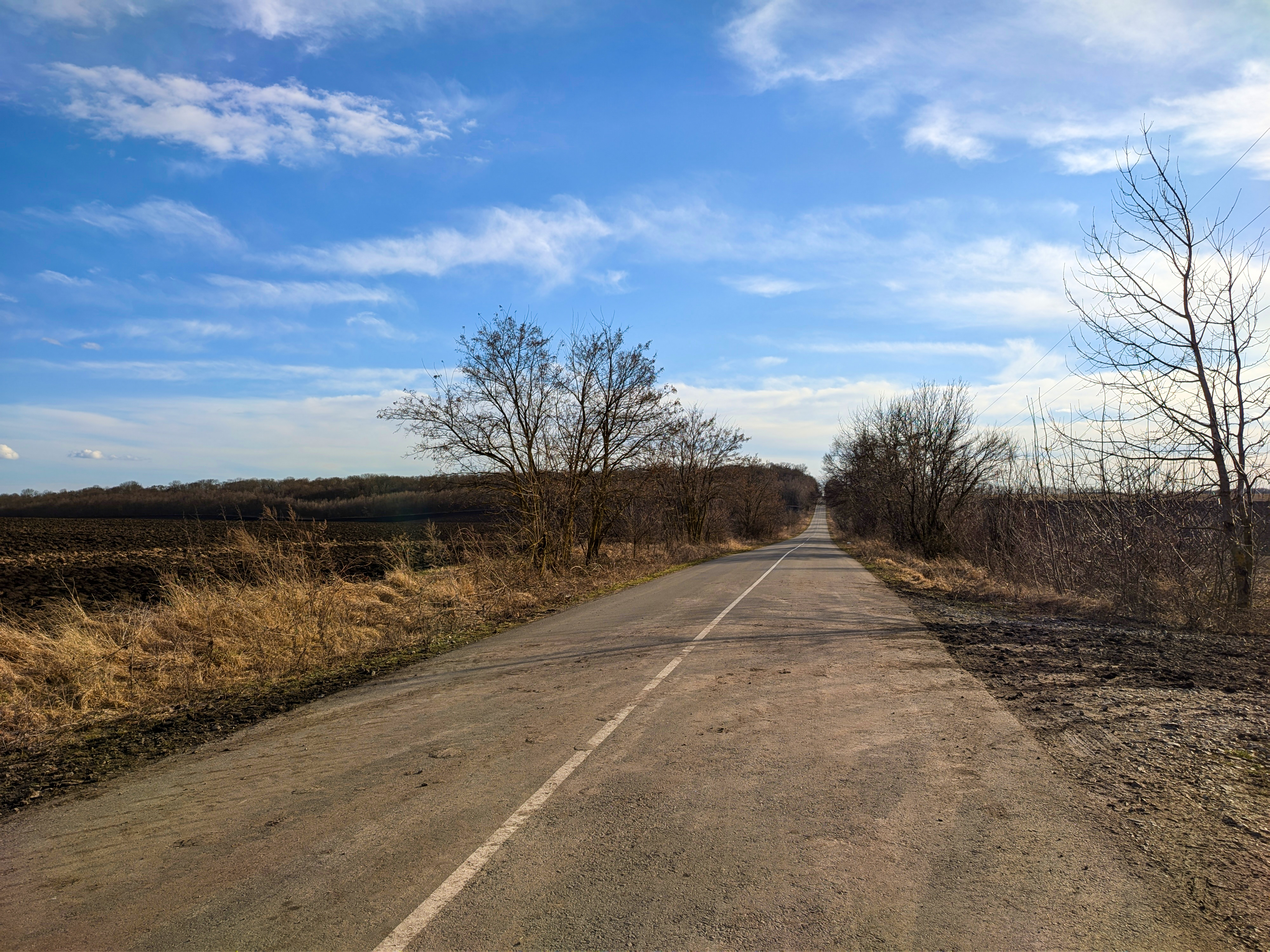
Дорога на Виноградівку
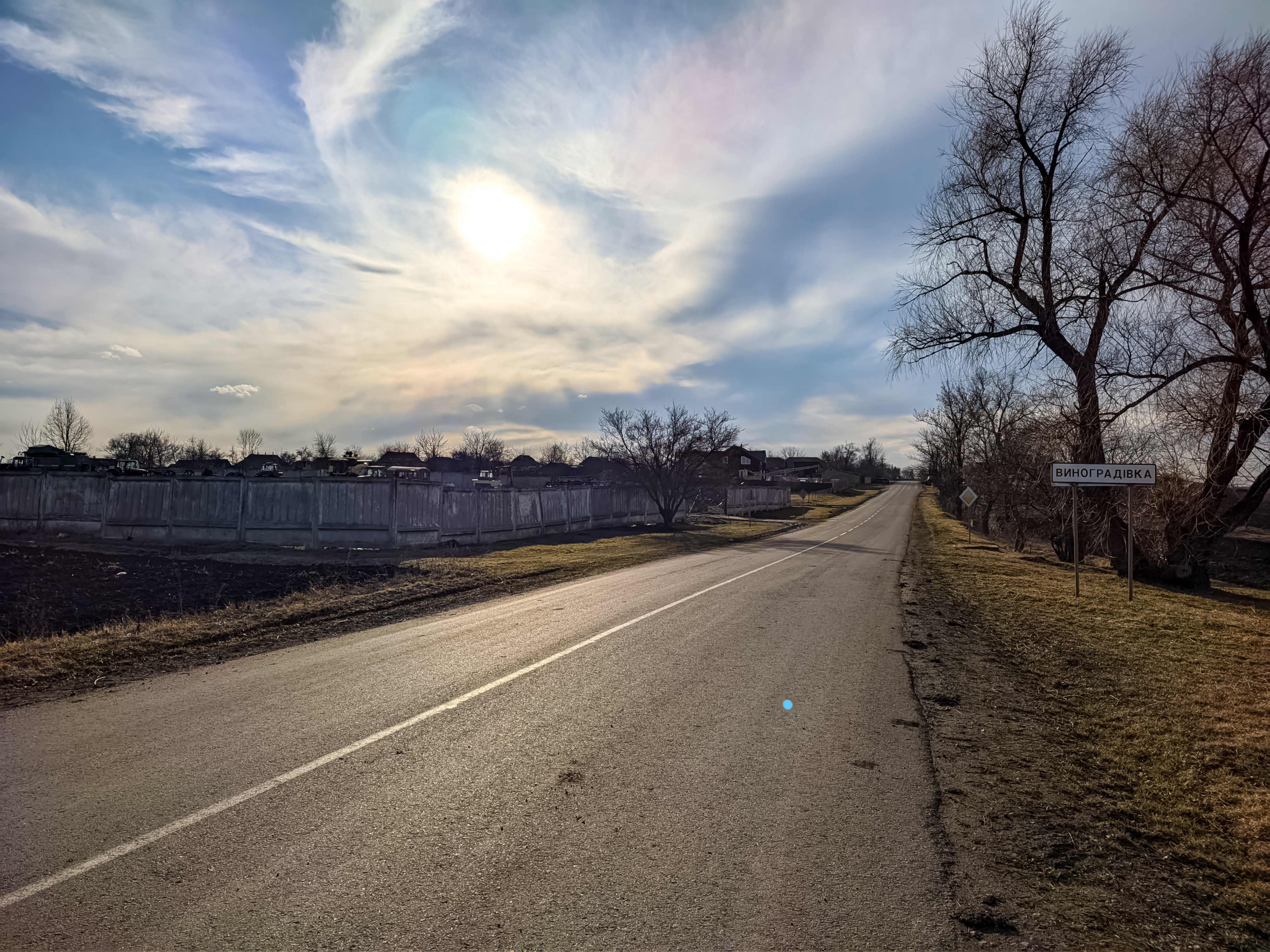
Вулиця Центральна
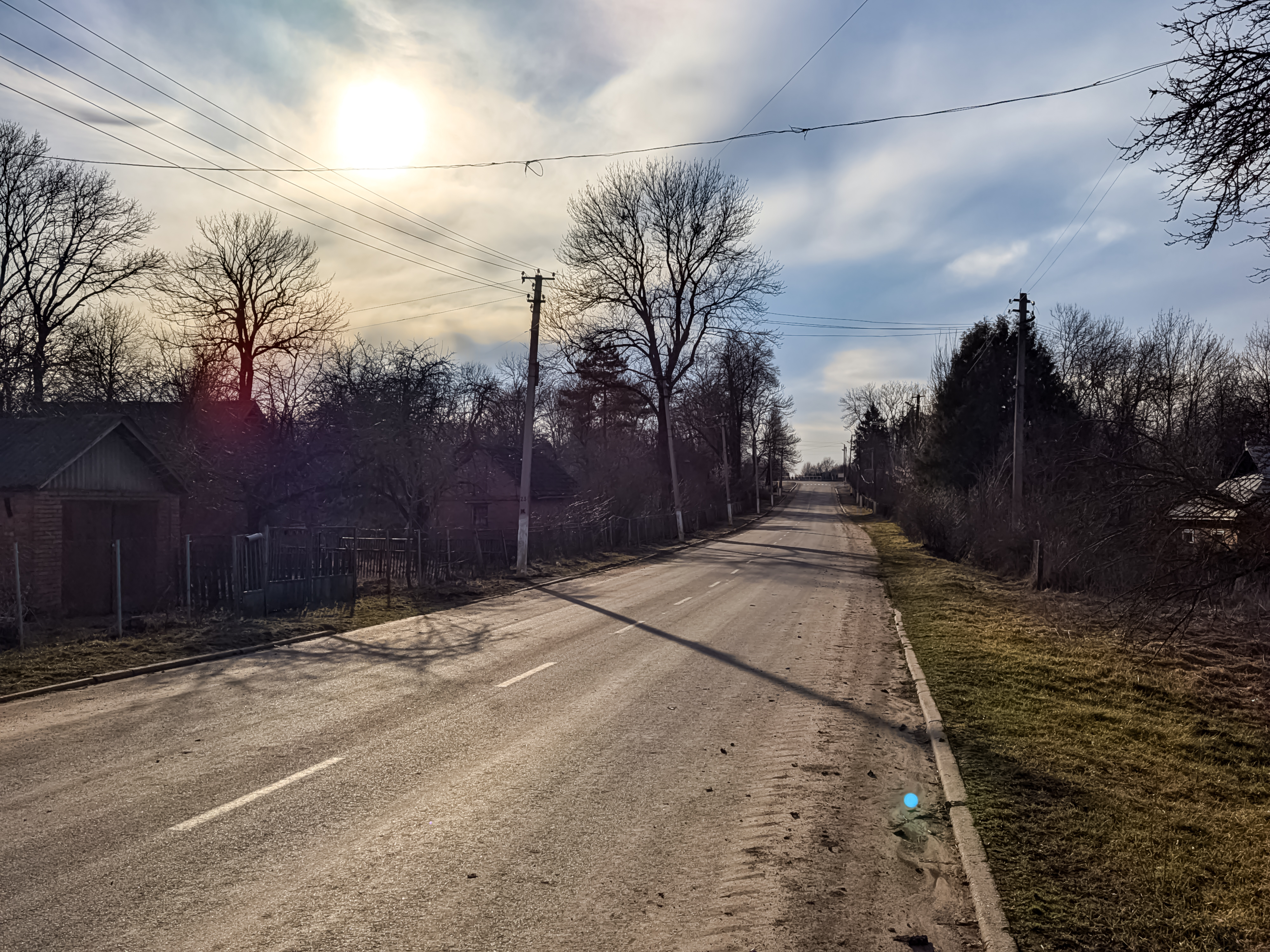
Вулиця Центральна
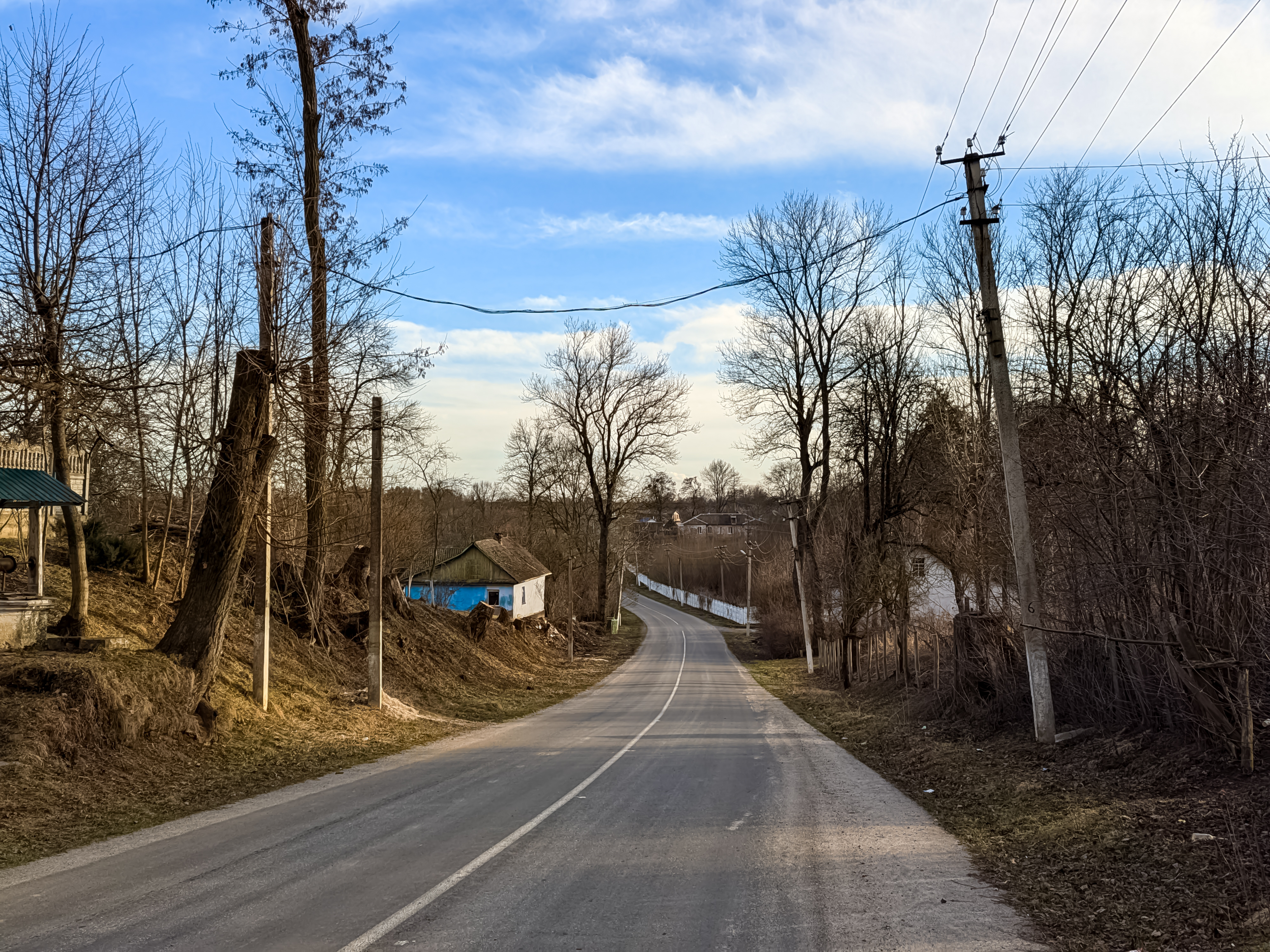
Вулиця Центральна, спуск до психоневрологічного інтернату
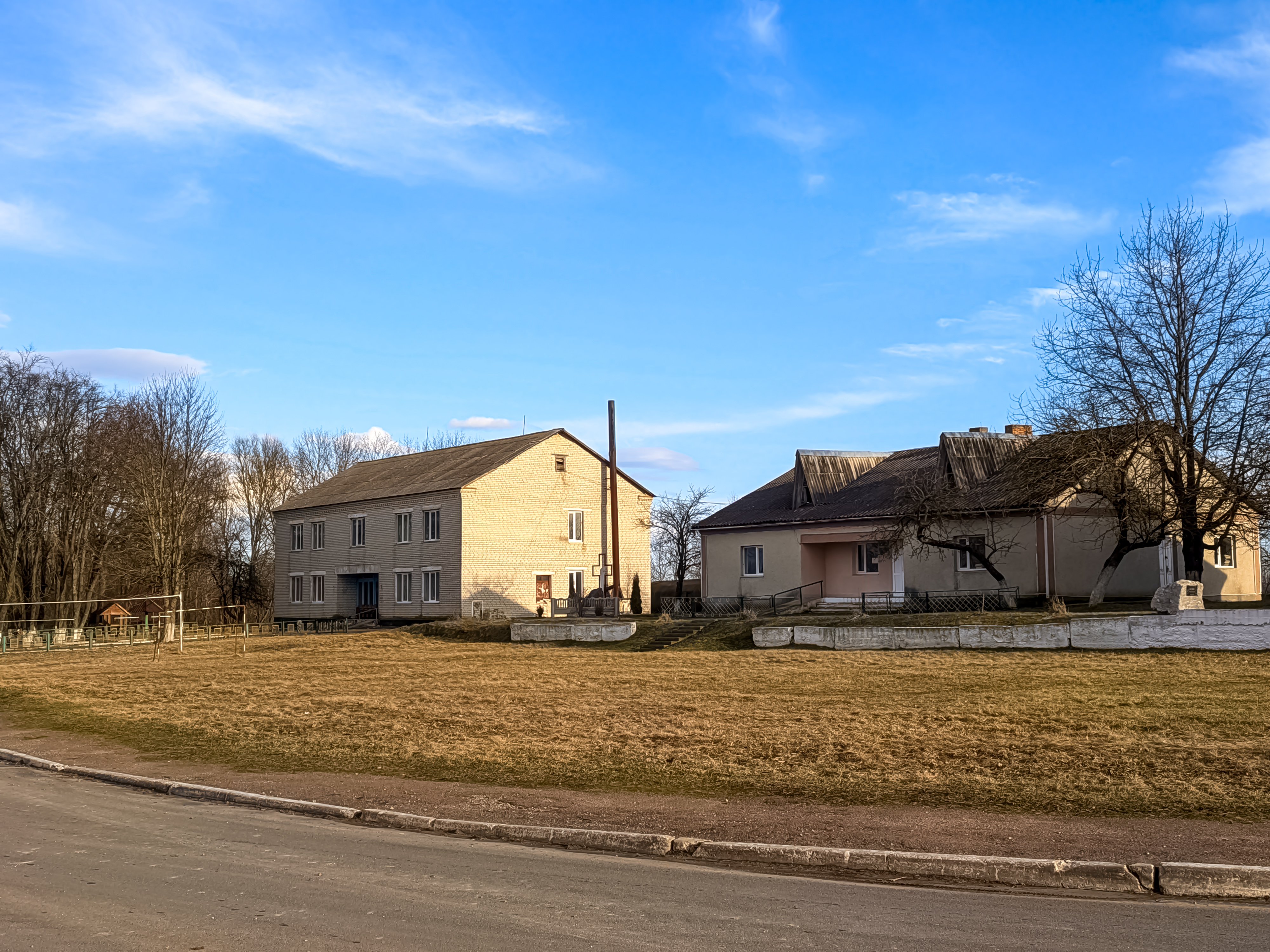
Адмінбудівлі в центрі села
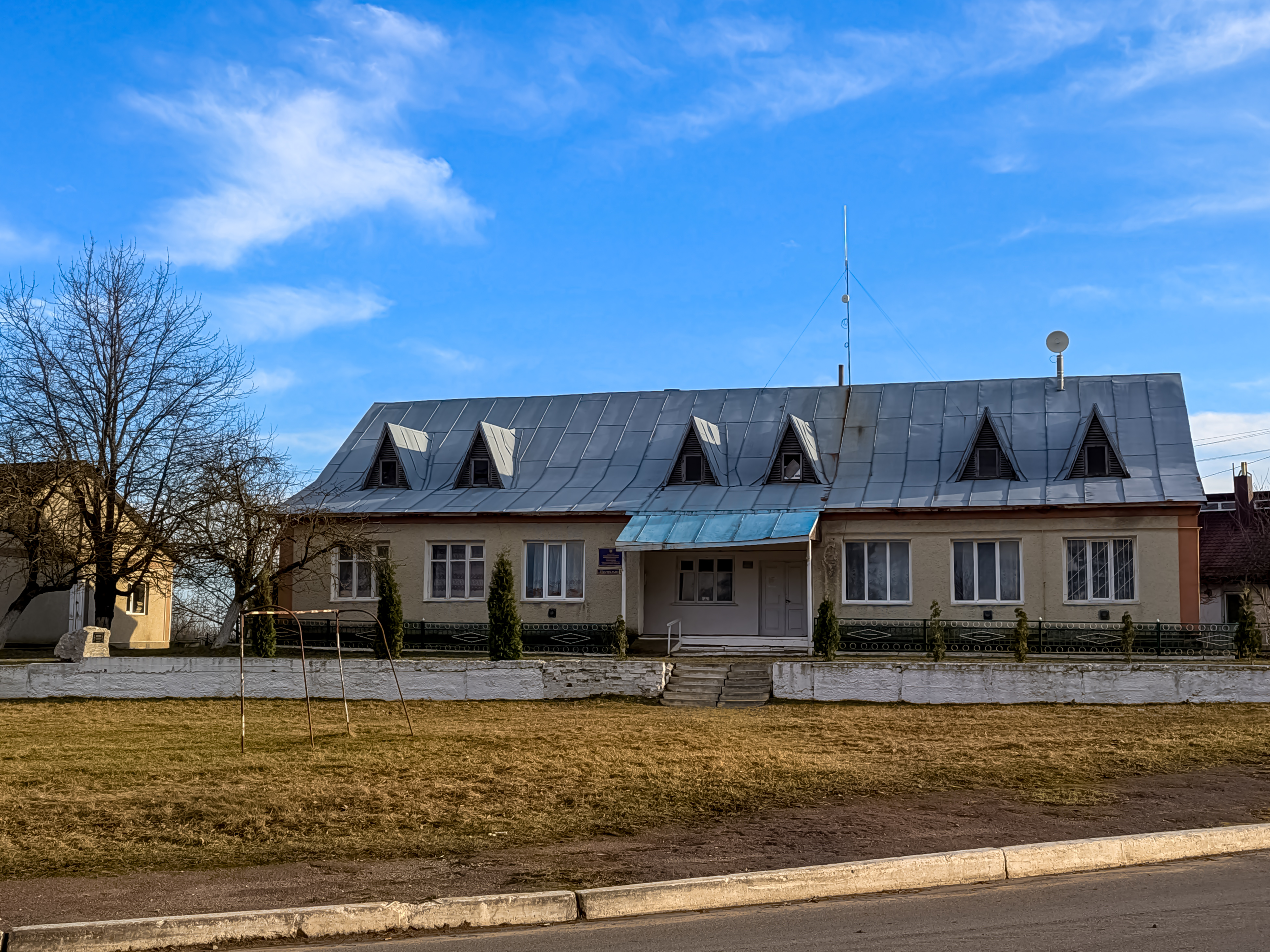
Будинок культури
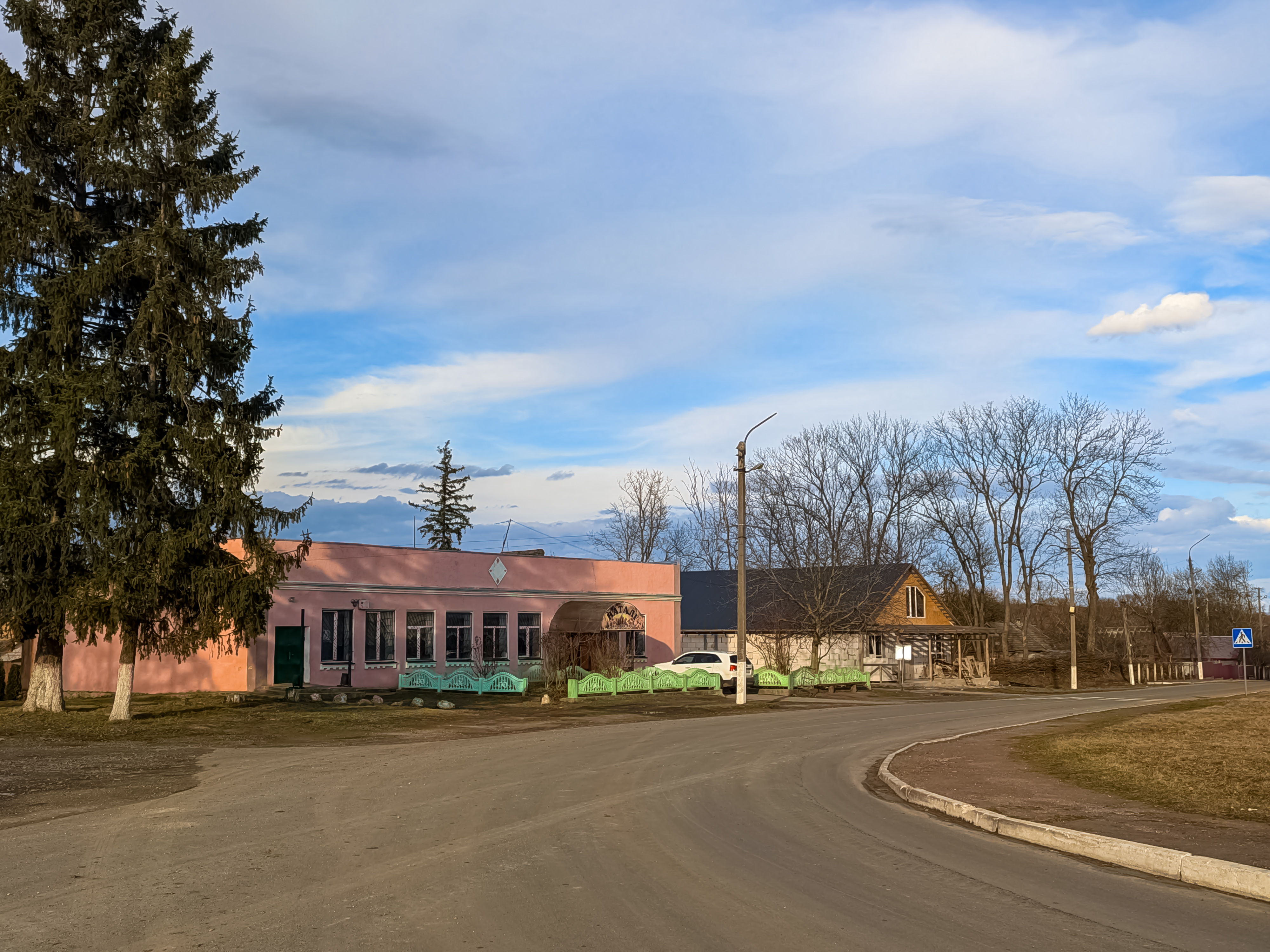
Магазин
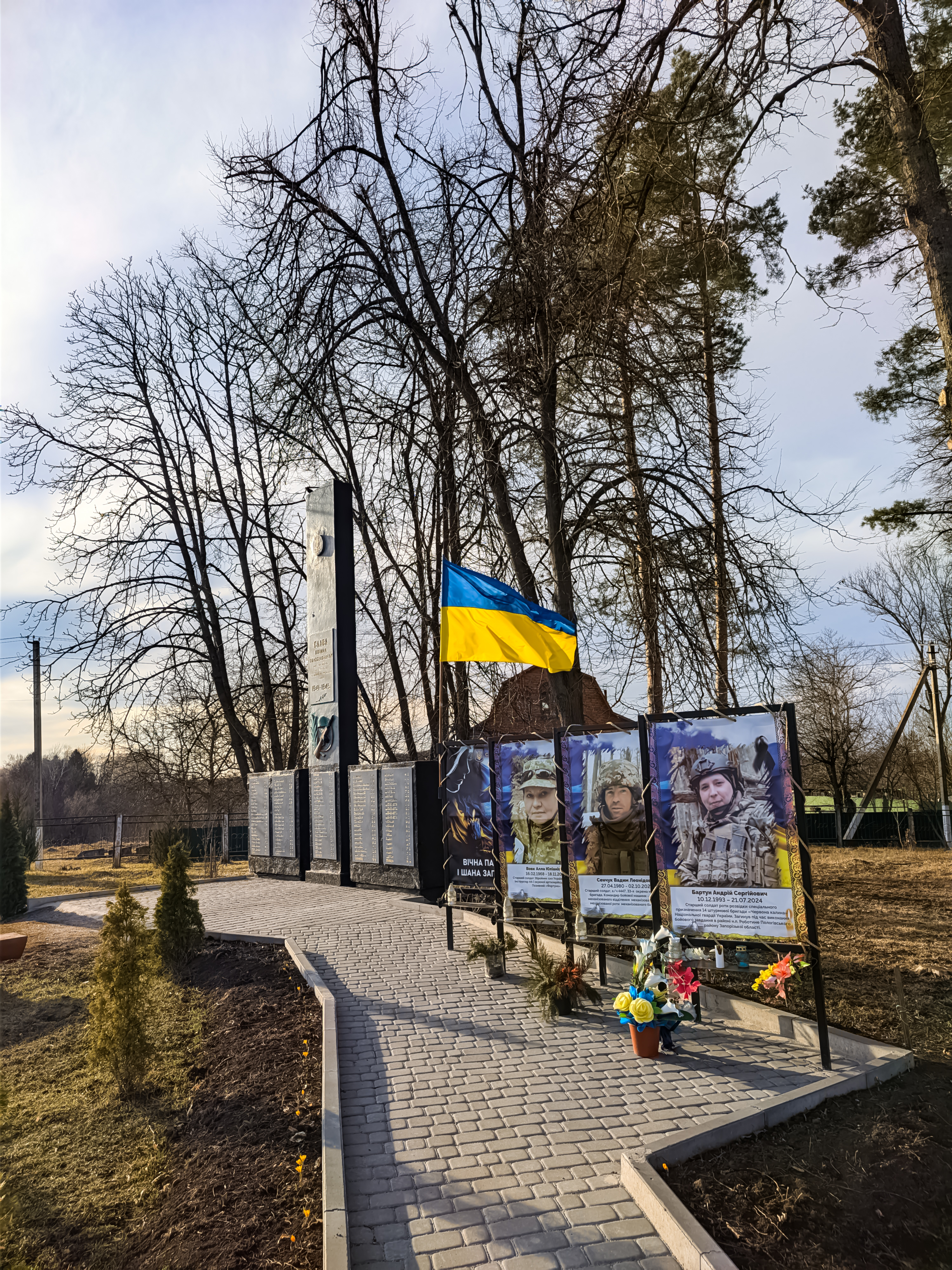
Меморіальний комплекс
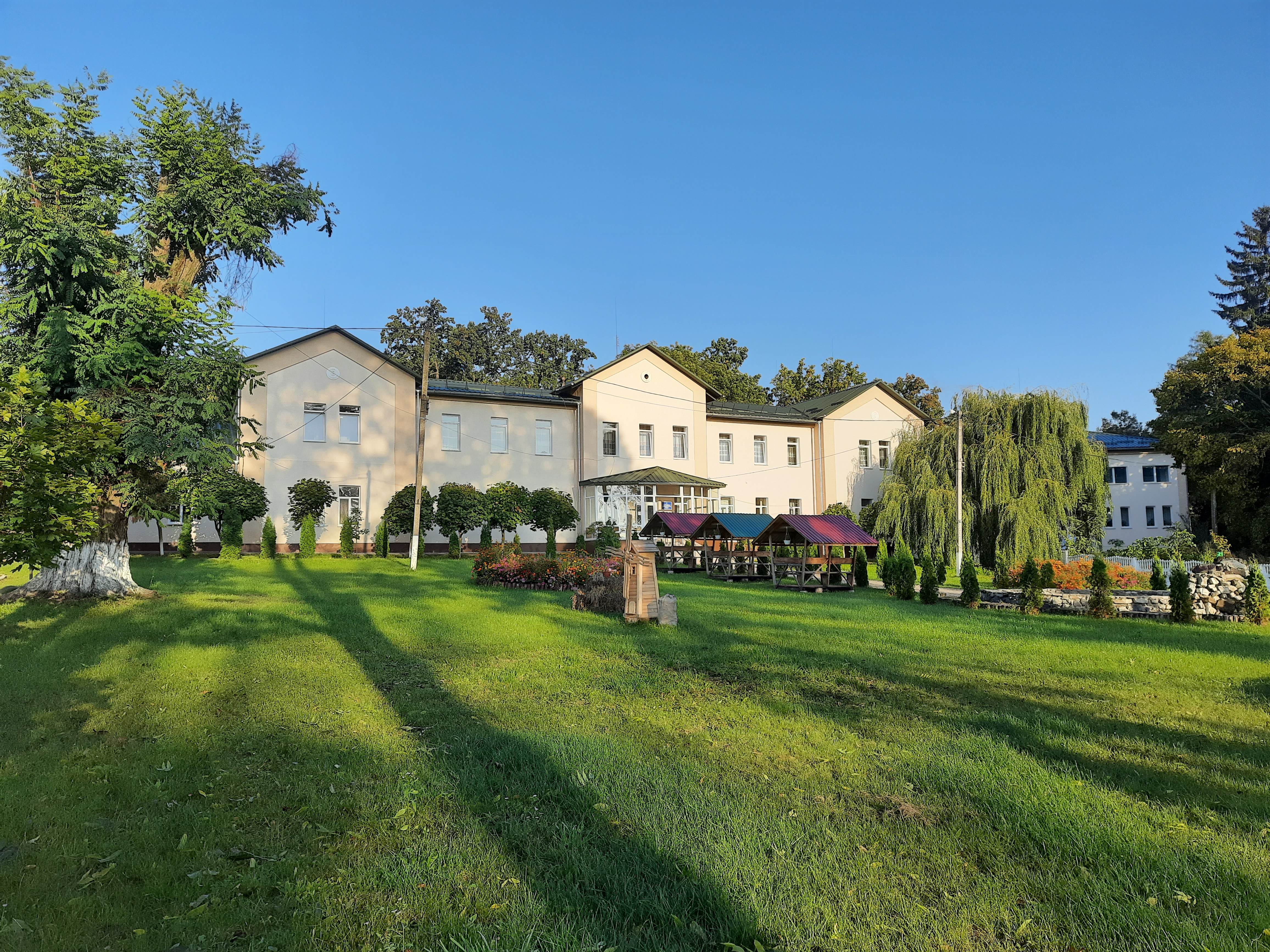
Палац Біскупських
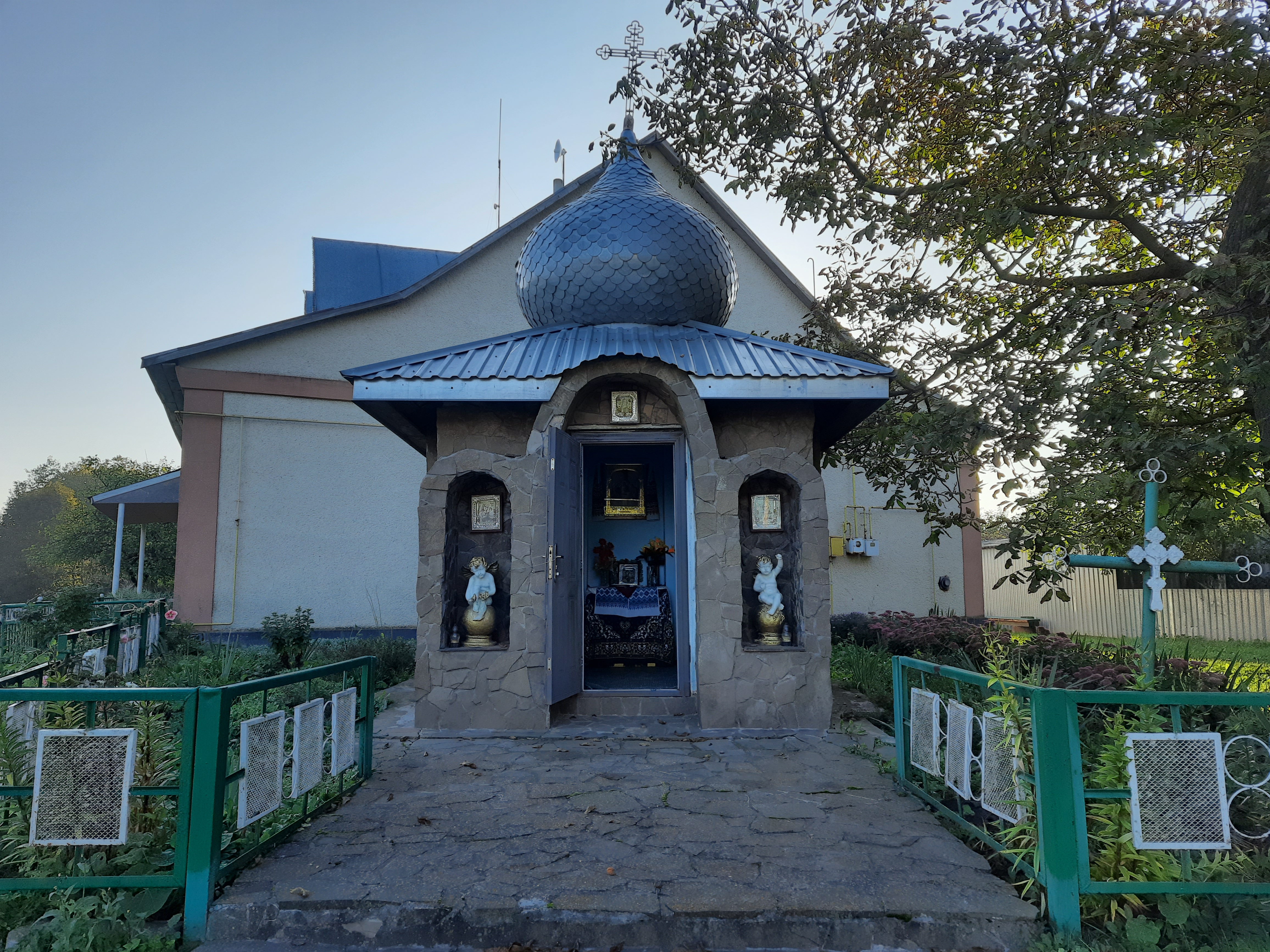
Капличка
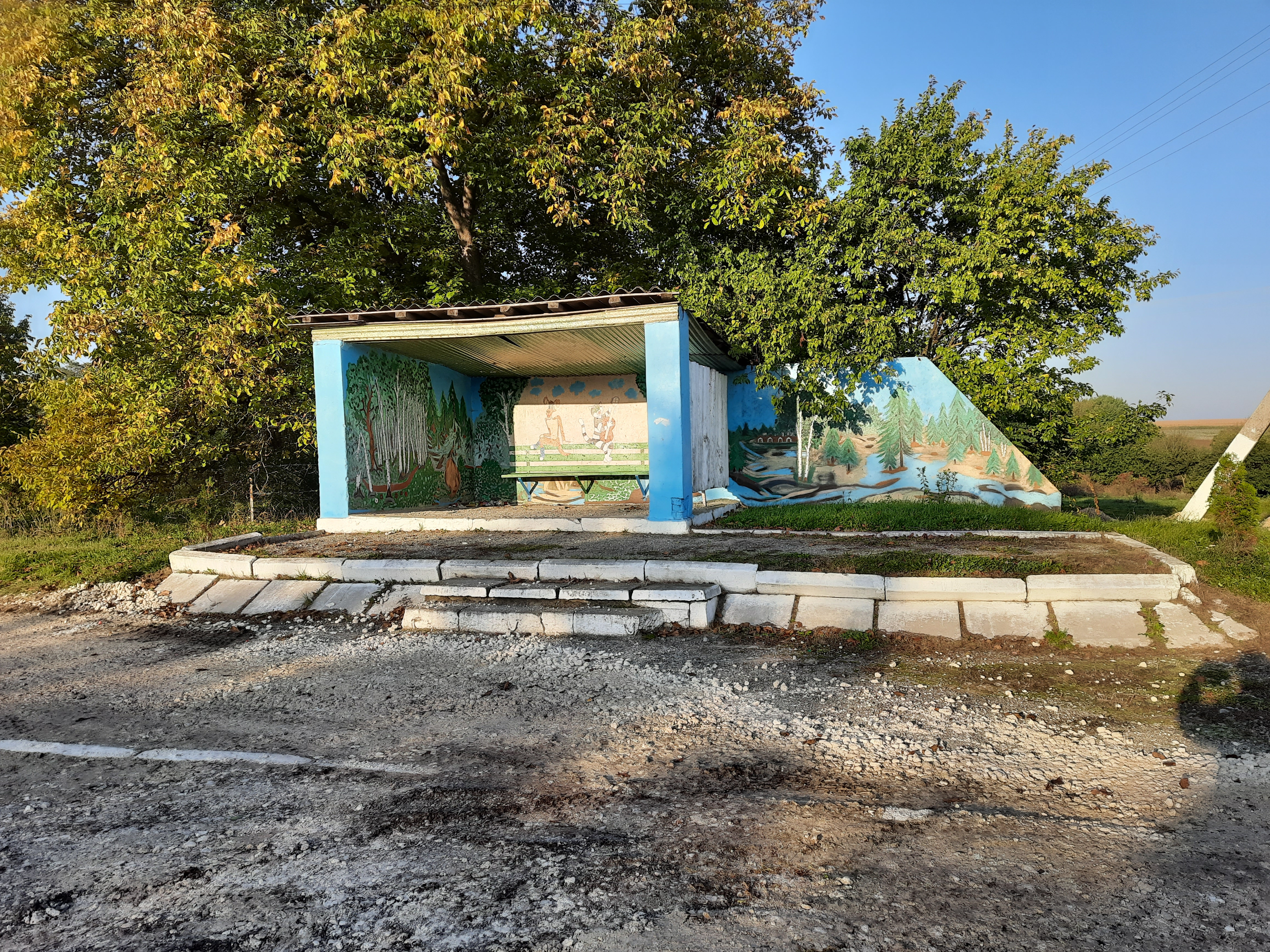
Автобусна зупинка

## Відомі люди
- Алла Юліанівна Вовк (16 лютого 1968, с. Виноградівка, Ярмолинецький район — 18 листопада 2015, поблизу с. Гречишкине (Новоайдарський район Луганська область) — український солдат, санітарний інструктор 44-ї окремої артилерійської бригади (Тернопіль). Позивний «Фортуна».